# Andalò di Negro
Andalò di Negro (muerto en 1334) fue un destacado astrólogo italiano, preceptor en Nápoles de Boccaccio, quien lo llamó "hombre insigne y venerable" (insigne virum atque venerabilem). Compuso un Tratado sobre el astrolabio. Se cree que sus ideas astrológicas tuvieron gran influencia en la obra de Boccaccio.
Según algunos autores, este desconocido personaje es en realidad el viajero Andalò da Savignone.
- Datos: Q584706
- Multimedia: Andalò Di Negro / Q584706